# Huarpea
Huarpea is een geslacht uit de composietenfamilie (Asteraceae). Het geslacht telt een soort die voorkomt in de provincie San Juan in Argentinië.

## Soorten
- Huarpea andina Cabrera